# 德伦特鲁普
德伦特鲁普（德語：Dörentrup，發音：[ˈdøːʁənˌtʁʊp] ⓘ）是德国北莱茵-威斯特法伦州代特莫尔德行政区利珀县的市镇，面积49.79平方千米，2023年12月31日人口为7,682人。